# Дрне
Дрне (хорв. Drnje) — община с центром в одноимённом посёлке на севере Хорватии, в  Копривницко-Крижевацкой жупании. Население — 986 человек в самом посёлке и 1865 человек во всей общине (2011). Подавляющее большинство населения — хорваты (96 %). В состав общины, кроме самого Дрне, входят две деревни — Ботово (272 человека) и Торчец (623 человека). Большинство населения занято в сельском хозяйстве.
Посёлок расположен на Подравинской низменности в 2 километрах к юго-западу от Дравы и в 5 км к северо-востоку от Копривницы. В километре от Дрнье по дороге на Копривницу находится посёлок Петеранец. Через Дрнье проходит автомобильная дорога D41, ведущая от Копривницы к венгерской границе. Ещё одна автодорога D20 начинается в Дрне и затем ведёт вдоль Дравы через Прелог в Чаковец. В километре от посёлка находится одноимённая железнодорожная станция на линии Загреб — Копривница — Будапешт, где останавливаются местные поезда.
Приходская церковь Рождества Пресвятой Девы Марии построена в середине XVIII века.